# Allophylus grandiflorus
Allophylus grandiflorus är en kinesträdsväxtart som beskrevs av Ludwig Radlkofer. Allophylus grandiflorus ingår i släktet Allophylus och familjen kinesträdsväxter. Inga underarter finns listade i Catalogue of Life.